# 花姐ERROR遊
《花姐ERROR遊》（英語：ERROR Crazy Trip）是香港電視娛樂製作的旅遊真人騷，也是《Good Night Show 全民造星》衍生的男子組合ERROR首個冠名節目，主持為梁業（肥仔）、何啟華（Dee）、郭嘉駿（193）、吳保錡（保錡）及組合經紀人暨節目監製黃慧君（花姐），由「無制限OT編集団」（幕後團隊自稱）創作。節目共兩季，第一季於2019年2月4日起週一至五晚22:30在ViuTV首播，第二季於2019年9月2日起週一至五晚22:30在ViuTV首播。

## 主要內容

### 第一季
五人在2018年12月出行至日本東京及關西。每集花姐和ERROR成員要接受不同挑戰，每周輸家要接受大懲罰。每個測試會由「測試專員」測試項目的安全。
| 集數 | 播映日期 | 標題                                                      | 主要內容 | 挑戰 | 勝出者                                                                                             | 大懲罰 |
| 1    | 2月4日   | 我炒晒你班仆街啊                                          | 花姐與ERROR出發到東京接受挑戰，望解決世代溝通問題 | 「東京鐵塔大暴走」：花姐與用鐵鏈牽連在一起的ERROR成員鬥快行完從東京鐵塔平臺前往觀景台的600級樓梯，最先到達終點者勝 | ERROR                                                                                              | 花姐以3:2勝出本周挑戰，ERROR接受本周大懲罰「癡鬼線邊爐」（以青蛙、壁虎、深海甲蟲為食材）                                                      |
| 2    | 2月5日   | 全民神人前傳我親手造星                                    | 了解秋葉原及Cosplay文化，各主持分別扮演不同角色 | 「魔法大比拼」：花姐與ERROR其中一員（Dee）對特定的食材施展「魔法」，由女僕咖啡廳店員擔任評審決定勝負 | ERROR                                                                                              | 花姐以3:2勝出本周挑戰，ERROR接受本周大懲罰「癡鬼線邊爐」（以青蛙、壁虎、深海甲蟲為食材）                                                      |
| 3    | 2月6日   | 我呢個呢，計謀就叫速度與激情                              | - 到東京大田水果市場見識水果拍賣盛況（但未獲拍攝許可） - 到居酒屋學整壽司 | 「地獄辣麵大挑戰」：花姐與ERROR逐級挑戰東京拉麵店勁辣拉麵，在三分鐘內食完每級拉麵，其中一人吃不完或者投降為輸 | 花姐                                                                                               | 花姐以3:2勝出本周挑戰，ERROR接受本周大懲罰「癡鬼線邊爐」（以青蛙、壁虎、深海甲蟲為食材）                                                      |
| 4    | 2月7日   | 會唔會玩得太大呀                                          | 到原宿、澀谷逛古著店 | 「自家整蠱大作戰」：ERROR分三次整蠱花姐，其中一次花姐動怒則挑戰成功 - 保錡以變魔術為由讓花姐觸碰電筆 - 肥仔和193假裝剪下花姐頭髮 - Dee與節目組以拍攝旅遊貼士為由突然引爆ViuTV吉祥物「生啤」 | 花姐                                                                                               | 花姐以3:2勝出本周挑戰，ERROR接受本周大懲罰「癡鬼線邊爐」（以青蛙、壁虎、深海甲蟲為食材）                                                      |
| 5    | 2月8日   | 嘩竟然有金菇呀你滷味 你係就加多嚿豆腐啦                   | 到茨城縣參觀鳥居、常陸海濱公園及龍神大吊橋 | 「龍神大跳橋」：花姐與ERROR其中一員（保錡）挑戰笨豬跳，最後保錡退出 | 花姐                                                                                               | 花姐以3:2勝出本周挑戰，ERROR接受本周大懲罰「癡鬼線邊爐」（以青蛙、壁虎、深海甲蟲為食材）                                                      |
| 6    | 2月11日  | 佢竟然公器私用 係咪癡線架                                 | 到成人影帶及情趣用品店，了解東京的情色文化 | 「訪問中出現挑戰」：ERROR每人自定題目輪流訪問AV女優JULIA，若提問不專業或不得體，JULIA會馬上按燈，成員會被潑冰水懲罰，若任何一人未被受罰全隊即勝出 | 花姐                                                                                               | 本周以2:2平手，花姐和肥仔共同接受大懲罰「高空跳傘」                                                                                           |
| 7    | 2月12日  | 癲婆啊，我係一個癲婆啊！我係個鏡頭面前好似癲婆咁跑啊！    | 遊覽富士急樂園 | 「心臟健康大測試」：花姐挑選ERROR其中一員，通過富士急樂園最刺激的遊樂設施比拼膽量 - 初回合「絕叫過山車」：花姐與保錡在評判肥仔陪同下分別乘坐FUJIYAMA，在坐過山車的同時唱《紅日》，唱出字數較多者勝出，最後花姐獲勝 - 次回合「開眼衝鋒車」：花姐與193分別乘坐DODONPA，由一開始不眨眼時間較長者勝出，最後193獲勝 - 最終試合「唔准驚鬼屋」：花姐與Dee進入鬼屋「战栗迷宫」，受驚次數較少的人勝出，最後Dee獲勝 | ERROR                                                                                              | 本周以2:2平手，花姐和肥仔共同接受大懲罰「高空跳傘」                                                                                           |
| 8    | 2月13日  | 有冇後悔玩全民造星                                        | - 遊覽河口湖坐鴨仔艇 - 在富士山下拍攝《富士山下》MV - 民宿講鬼故事 | 本集不設挑戰 「旅遊小項目」：193及保錡在雨夜中深入青木原樹海（自殺森林）朗讀預先準備的旅遊稿及自拍 | 本集不設挑戰 「旅遊小項目」：193及保錡在雨夜中深入青木原樹海（自殺森林）朗讀預先準備的旅遊稿及自拍 | 本周以2:2平手，花姐和肥仔共同接受大懲罰「高空跳傘」                                                                                           |
| 9    | 2月14日  | 如果要拯救呢個環境 遲早人類呢 食蟲呢 係唯一一個解決嘅方法 | - 「四人互片」：ERROR每人寫出一道指令，以抽籤決定完成該指令的成員，在早餐時間內誘導花姐做出指令上的動作，失敗者接受懲罰（穿女裝吊帶衫） - 肥仔：令花姐倒立（Dee寫），失敗 - Dee：令花姐摑保錡一巴掌（保錡寫），成功 - 保錡：與花姐跳辣身舞（肥仔寫），失敗 - 193：令花姐贊193靚仔（193寫），失敗 - 到訪日本筋肉組合MACHO29作侍應的咖啡店 - 參與昆蟲料理研究會 | 「昆蟲料理大食會」：花姐與ERROR一起挑戰吃「昆蟲天婦羅拼盤」、「昆蟲草莓抹茶蛋糕」、「昆蟲之戀壽司盛」，完整吃光三道菜者勝 | 花姐                                                                                               | 本周以2:2平手，花姐和肥仔共同接受大懲罰「高空跳傘」                                                                                           |
| 10   | 2月15日  | 我返去睇下可唔可以安排下啲辭職信解僱信啊個啲先            | - 體驗由MIRROR成員幫節目構思的旅遊項目，包括穿和服游淺草雷門、撈金魚等 - 番外：保錡獨自到台場看巨型高達 | 「姜濤話食大餃子」：花姐與ERROR其中一員（肥仔）在限時內鬥快食完特製的特大餃子，最快食完者勝 | ERROR                                                                                              | 本周以2:2平手，花姐和肥仔共同接受大懲罰「高空跳傘」                                                                                           |
| 11   | 2月18日  | 大雪山事件                                                | - 在大阪城寫生 - 惡搞《全民造星》片段，歡送因工作在身暫別節目的肥仔 - 做纜車游琵琶湖 | 「心如止水大雪山」：花姐與ERROR在雪地打坐30分鐘，其中「測試專員」會不斷在旁騷擾，任何喜怒哀樂均視為「雜念」，「雜念」最少者勝 | 因花姐認為節目效果不佳，挑戰中斷                                                                   | ERROR勝出本周挑戰，花姐接受本周大懲罰「清水健康料理」（拍攝地點原定在清水寺，因未獲許可改在清水寺附近的天台咖啡屋），品嚐清水健製作的屎味料理 |
| 12   | 2月19日  | ERROR流忍者                                               | ERROR到柳生忍術學院、兵庫縣忍者體能訓練場體驗忍者文化 | 「隱秘潛入大行動」：ERROR深夜潛入花姐房間進行「忍者」情境挑戰，驚動花姐為失敗 - 保錡偷食薯片（成功） - Dee幫193解鎖鏈（失敗） - 偷花姐電話（失敗） | 花姐                                                                                               | ERROR勝出本周挑戰，花姐接受本周大懲罰「清水健康料理」（拍攝地點原定在清水寺，因未獲許可改在清水寺附近的天台咖啡屋），品嚐清水健製作的屎味料理 |
| 13   | 2月20日  | 飲食界出賣王者                                            | - 肥仔回歸，到關西奈良公園餵鹿 - 到訪貓頭鷹Cafe | 「旅遊深刻記憶題」：主持們要問答有關節目的記憶問答，花姐答對一題得一分，ERROR每人答對一題得四分之一分，答錯者接受懲罰，試食爬蟲料理（ERROR有一人答錯則全隊抽籤決定受罰者），總分高者勝 | ERROR                                                                                              | ERROR勝出本周挑戰，花姐接受本周大懲罰「清水健康料理」（拍攝地點原定在清水寺，因未獲許可改在清水寺附近的天台咖啡屋），品嚐清水健製作的屎味料理 |
| 14   | 2月21日  | 由今日開始我會尊重你                                      | - 參觀安藤百福發明紀念館 - 體驗波子機場 - 到大阪黑門市場吃街頭美食 - 大阪灣出海釣魚 | 「金槍魚眼大啖咬」：花姐與ERROR鬥快食金槍魚眼刺身，先食完者勝 | ERROR                                                                                              | ERROR勝出本周挑戰，花姐接受本周大懲罰「清水健康料理」（拍攝地點原定在清水寺，因未獲許可改在清水寺附近的天台咖啡屋），品嚐清水健製作的屎味料理 |
| 15   | 2月22日  | 人生中 有好多哲學嘅問題                                   | - Dee、保錡、193到丹波市玩滑翔傘 - 「ERROR遊特別報導」播出肥仔節目刪減片段 | 本集不設挑戰 | 本集不設挑戰                                                                                       | ERROR勝出本周挑戰，花姐接受本周大懲罰「清水健康料理」（拍攝地點原定在清水寺，因未獲許可改在清水寺附近的天台咖啡屋），品嚐清水健製作的屎味料理 |

### 第二季
本季在2019年6月拍攝，不設挑戰比拼環節。部分项目會由「AGENT L」（L代表旅遊（粵語讀音Lui Yau），由時任助理編導曹梓沖飾演）測試項目的安全，給出「SECURED」或「NOT SECURED」的建議。
| 集數 | 拍攝地點 | 播映日期 | 標題                                                                   | 主要內容 |
| 1    | 日本九州 | 9月2日   | 其實咁快開第二季我就唔贊同嘅                                           | - 坐直升機環遊日本阿蘇火山（因機位不足，Dee猜輸包剪揼無緣參與） - 遊覽別府溫泉 ，花姐與ERROR混浴 |
| 2    | 日本九州 | 9月3日   | 一隻OK，如果兩三隻已經開始唔得囉，越嚟越多我就頂唔緊架啦               | - 體驗日本街頭各種自動販賣機 - 在福岡相島探訪「貓星人」 - 在津久見海豚島，花姐、193與海豚親密接觸 |
| 3    | 日本九州 | 9月4日   | ERROR流忍者                                                            | - 在不動山平等寺體驗靜修 - Dee、保錡夜間笨豬跳，最終導演Mike代保錡跳 |
| 4    | 日本九州 | 9月5日   | 隊長，嚟咗咁多日我地都冇正正常常正正經經食過啲正常嘢，不如你同導演溝溝 | - 熊本熊 vs ViuTV吉祥物「生啤」跳舞决鬥 - 在福岡「燒肉蓮」挑戰激辣燒肉 |
| 5    | 日本九州 | 9月6日   | 有條底褲，唔知點解有條底褲喺度                                         | - ERROR體驗別府海濱砂浴、參觀軍艦島 - 193與導演Mike探險犬鳴隧道 |
| 6    | 日本九州 | 9月9日   | 咁信不信由你喇                                                         | - 花姐、Dee探險廢棄的阿蘇觀光酒店 - ERROR福岡學習空手道，教練、保錡先後受傷，肥仔「見紅」入院 |
| 7    | 日本九州 | 9月10日  | 我愛你啊                                                               | 本集ERROR脫離花姐自由活動 - 到天吹酒坊品嚐日本清酒 - 到海中道海濱公園賞花（但錯過賞花時節） - 到蘆北海濱綜合公園進行「第一屆鶴木山頭文字E速度與激情三輪車大賽」（因下雨取消） - 球磨川激流體驗（增加鏡頭環節：肥仔真空上陣） - 品嚐懷石料理                                                                            |
| 8    | 台灣     | 9月11日  | 做男人最緊要有氣勢                                                     | - 《那些年，我們一起去的台灣》（惡搞《那些年》MV，邱士縉客串） - 參觀采蜂林蜜蜂養殖場，保錡挑戰「穿蜂衣」 |
| 9    | 台灣     | 9月12日  | 我喺垃圾中的垃圾，我喺垃圾之王                                         | - 參觀國立海洋生物博物館 - 到六福村主題遊樂園，193、花姐照顧白犀牛、喂飼狐猴、狐獴，Dee、肥仔、保錡照顧長頸鹿、乘搭垂直過山車「笑傲飛鷹」 |
| 10   | 台灣     | 9月13日  | 風雨中抱緊自由                                                         | ERROR台灣民間風俗之旅 - 體驗「電音三太子」 - 到宜蘭二結王公廟參與「過火」儀式，四子與導演Mike赤腳踩過熱炭堆 - 「電子花車」以歌酬神，四子演唱Beyond的《光輝歲月》 |
| 11   | 台灣     | 9月16日  | 對於中途離隊嘅人我會覺得表示遺憾囉                                     | - ERROR體驗台灣哭喪文化，為上季被炸的ViuTV吉祥物「生啤」舉行葬禮 - 花姐因《全民造星II》製作提早離隊，返港前與ERROR體驗「鹽水蜂炮」儀式 |
| 12   | 台灣     | 9月17日  | 我好滿意呢個加戲份環節啊                                               | - 到釣蝦休閒會館，進行「第一屆運籌帷幄蝦釣大賽」 - 考察蟑螂養殖場（增加鏡頭環節：193挑戰被數千隻蟑螂包圍全身） |
| 13   | 台灣     | 9月18日  | ERROR音樂大電影                                                        | - 拍攝《傷心太平洋》（惡搞電影《無間道》）、《夢中人》（鄭家純客串）、《忠孝東路走九遍》MV - 到大王麻辣乾麵挑戰「天下無敵麻辣乾麵」，「辣王」Dee未食完先入院 |
| 14   | 台灣     | 9月19日  | 綠島 I LOVE 綠島                                                       | - 遊覽綠島，跳崖、觀星、浮潛（黃巧綸客串，減少鏡頭環節：Dee無法參與浮潛） |
| 15   | 台灣     | 9月20日  | 垃圾中嘅懦夫 懦夫中嘅垃圾                                              | - 在墾丁南灣拍攝《Sugar in the marmalade》MV，肥仔猜贏包剪揼扮演黎明 - 花姐歸隊，到墾丁哈利波特草地飛球場，Dee、保錡體驗「低空飛索，肥仔、花姐體驗「草地飛球」 - 在高雄左營體驗「水上彈跳包」，ERROR、導演Mike合力將花姐彈上半空                                                                                       |
| 16   | 台灣     | 9月23日  | 我無安全帶啊                                                           | - ERROR扮成三國人物「劉關張和赤兔馬」從桃園到台北參觀台北101 - 在墾丁大鹏灣體驗極限運動「飛板」 - 製作組假借「拍MV」，將花姐、ERROR帶到賽車場體驗特技飄移 |
| 17   | 台灣     | 9月24日  | 花姐ERROR遊International我愛香港也愛台灣Yeah                           | - ERROR到龍山寺地下街體驗「文鳥占卜」，詢問與經理人的關係 - 花姐、193體驗「刀療」按摩 - 製作組以拍「大合照」為由，引爆一人高的巨型「生啤」 |
| 18   | 柬埔寨   | 9月25日  | 印象中好似香港冇乜節目去柬埔寨拍                                       | - 製作組完成花姐與丈夫到柬埔寨旅行的心願，到柬埔寨參觀吳哥窟 - Dee、193、肥仔、保錡惡搞《蝙蝠俠》，拍攝虛構電影《蝙蝠人：最後一季》預告片 - 遠觀馬德望蝙蝠洞奇景 - 製作組柬埔寨睇景小隊全紀錄 |
| 19   | 柬埔寨   | 9月26日  | 快啲跌落嚟啦我要食你啊肥婆                                             | - 試乘馬德望鄉村區特有的交通工具「竹火車」 - 「AGENT L」特工戰鬥紀錄 - 參觀鱷魚農場，與小鱷魚親密接觸，肥仔、保錡清潔鱷魚池 |
| 20   | 柬埔寨   | 9月27日  | 大結局                                                                 | - 街頭美食之旅：花姐、ERROR在路邊試食炸老鼠（只在網上重溫加長版收錄）、在暹粒試食蜘蛛、蠍子、青蛙 - 到暹粒邊陲地區拜訪蜘蛛獵人，Dee、肥仔、保錡以為自己要生吃蜘蛛 - 花姐、ERROR體驗實彈鎗械拯救「生啤」，肥仔試用手榴彈，花姐試用RPG - 花姐、ERROR結局感言，ERROR街頭當衆表演首支單曲《404》（只在網上重溫加長版收錄） |

## 外部連結
- 《花姐ERROR遊》主題曲 － 殺死我的經理人(feat.花姐) - ERROR （页面存档备份，存于）
- ViuTV：花姐ERROR遊 （页面存档备份，存于）
- ViuTV：花姐ERROR遊 2 （页面存档备份，存于）

## 節目變遷
| 香港 ViuTV 逢星期一至五 22:30－23:00                 | 香港 ViuTV 逢星期一至五 22:30－23:00                   | 香港 ViuTV 逢星期一至五 22:30－23:00                         |
| ---------------------------------------------------- | ------------------------------------------------------ | ------------------------------------------------------------ |
|                                                      | 花姐ERROR遊 （2019年2月4日－2019年2月22日）            |                                                              |
| 買樓狂想#曲 （2019年1月14日－2019年2月1日）          | 初戀還未來? （2019年2月25日－2019年3月15日）           |                                                              |
| 香港 ViuTV 逢星期一至五 23:00－23:30                 |                                                        |                                                              |
| 臺灣文西 Only You （2019年8月12日－2019年8月30日）   | 花姐ERROR遊 2 （2019年9月2日－2019年9月27日）          | 全民造星II （22:30－23:30） （2019年9月30日－2019年12月6日） |
| 香港 ViuTV 星期二至六（星期一至五深夜）00:00－00:30  |                                                        |                                                              |
| 飛檳吧！男神（重播） （2022年6月7日－2022年6月25日） | 花姐ERROR遊（重播） （2022年6月28日－2022年7月16日）   | C9 旅行團（重播） （2022年7月19日－2022年8月6日）            |
| 中佬唔易做（重播） （2023年1月27日－2023年2月11日）  | 花姐ERROR遊 2（重播） （2023年2月14日－2023年3月11日） | 萬人幫拖搞個唱（重播） （2023年3月14日－2023年4月1日）       |